# Verrucaria obnigrescens
Verrucaria obnigrescens är en lavart som beskrevs av William Nylander. 
Verrucaria obnigrescens ingår i släktet Verrucaria och familjen Verrucariaceae. Arten är reproducerande i Sverige.